# Lee Woo-seok
Lee Woo-seok (født 1997) er en sydkoreansk bueskytte.
Han repræsenterede Sydkorea ved Sommer-OL 2024 i Paris, hvor han tog guld i holdkonkurrencen og bronze individuelt.